# Nowe Seło (rejon szepetowski)
Nowe Seło (ukr. Нове Село) – wieś na Ukrainie, w obwodzie chmielnickim, w rejonie szepetowskim, w hromadzie Sachniwci. W 2001 roku liczyła 945 mieszkańców.